# Hadramawt

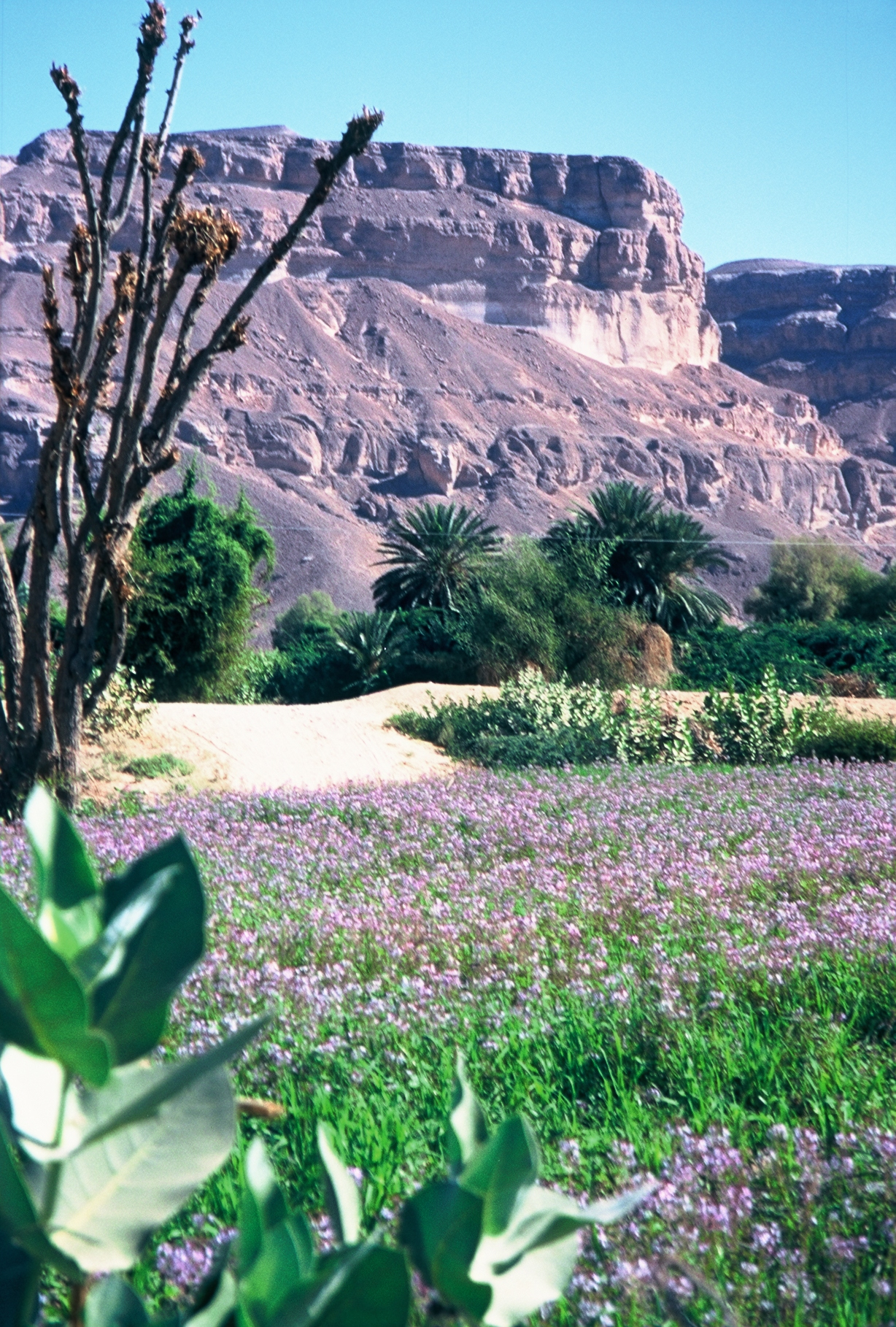
Landskap i närheten av staden Seiyun i Hadramaut.

Hadramawt (arabiska: حضرموت), Hadramaut eller Hadhramaut är ett historiskt landskap i Sydarabien, huvudsakligen inom nuvarande Jemens gränser. Det omfattar kustlandet längs Adenviken och avgränsas i norr av öknen Rub al-Khali. Landskapet motsvaras i dagens Jemen politiskt av provinsen med samma namn, vars huvudort är al-Mukalla. Världsarvsstaden Shibam ligger i området.
Politiskt motsvarade Hadramawt det brittiska Östra Adenprotektoratet. Det uppgick 1967 i republiken Sydjemen, och är sedan 1990 en del av Jemen

## Geografi
Området är huvudsakligen en högplatå uppbyggd av sand- och kalksten. I väst når det upp emot 1 500 meter över havet, men det är lägre i öst och norr. Platån genomskärs av många periodvis torrlagda floder (wadier), däribland den 500 kilometer långa Wadi Hadramawt, och har talrika oaser. Kuststräckan är sandig och ofruktsam.

## Historia
Hadramawt var ett kungarike i det forntida Sydarabien och avsöndrades omkring år 400 f.Kr. från kungariket Saba samtidigt med de då grundade rikena Ma'in och Qataban. Huvudstaden hette Shabwa (شبوة).

## Näringsliv
I Hadramawt odlas dadlar och tobak, och fiske är en viktig näring. Längs kusten ligger några hamn- och handelsstäder; den främsta av dem är al-Mukalla. Sjöfarten har sedan gammalt varit betydande. Från Hadramawt har många araber utvandrat till Sydostasien och Afrikas östkust.